# 美咲結衣
美咲 結衣（みさき ゆい、1989年11月24日 - ）は、日本の元AV女優。
東京都出身。

## 略歴
2010年、『勝手に精子飲んじゃうFカップちゃん 美咲結衣』でMOODYZ専属女優「美咲結衣」としてAVデビュー。
2014年7月、セガのゲーム「龍が如く」のキャラクター出演をかけたセクシー女優人気投票にエントリー。同年8月24日、結果発表。「龍が如く0 誓いの場所」への出演権を逃した。順位・得票数未発表。
2017年頃より渡邊元嗣監督作品を中心に映画作品にも出演する。
2021年9月10日、自身のTwitterにて2022年3月をもって引退する事を発表。2022年3月には川崎ロック座でAV卒業公演を行った。引退後もAV業界には裏方として関わる。

## 人物
プライベートでもレズビアンよりのバイセクシャルで中学生の時から付き合っている彼女がいる。初体験の相手も女性である。
おっとりした容姿だが、フィストファックや水責めなどNG無しのド変態プレイができるギャップでファンを獲得した。フィストの女王とも呼ばれる。
キャリア10年過ぎたころには生涯現役でもいいかと思っていたが、女優としてやり切ったこと、いつ区切りをつけるんだろう、次のステージに進んでもいいんじゃないかと思ったこと、事務所社長から写真集のクラウドファンディングを提案されたことから前年9月発表、半年後の引退というプランとなった。長く続いたのはドグマ監督のTOHJIROと出会ったためとしている。なおドグマ出演のきっかけは神納花、野中あんりからの推薦。

## 出演作品

### アダルトビデオ
- 勝手に精子飲んじゃうFカップちゃん（6月1日、MOODYZ）
- ゴックンとアナル責めが大好きFカップちゃん（7月1日、MOODYZ）
- 真性アナルFUCK（8月1日、MOODYZ）
- ゴックンアイドルSP 飲みまくり198発 270分（10月1日、MOODYZ）
- 女スパイ暴虐拷問室4（10月27日、シネマジック）
- ケツマンコ激使用レズビアン 辻本りょう 美咲結衣（11月19日、クロス）
- オンナのカラダは超攻撃的且つゴックン癖で選ぶ。（12月13日、E-BODY）
- ご奉仕痴女 美咲結衣 ～わたし!!フェラ!!ごっくん!!H!!大好き!!～ （12月25日、隼エージェンシー）

- 肛姦陵辱アクメW穴ファック 尻穴玩具 3号（1月1日、MAD）
- 貪欲ガバマンコ＆欲しがりアヌス 極太絶頂エクスタシー（1月19日、CROSS）
- 失神泡吹き痙攣 風船オルガズム（2月5日、ATOM）
- 女監督ハルナの素人レズナンパ50（2月20日、ピーターズ）
- 絶対に手を出してはいけない相手をレズ夜這い（3月5日、AKNR）
- 女子寮のヒミツ（3月11日、LEO）
- ノーモザイクアナルFUCK 連続浣腸責め（3月15日、ワンズファクトリー）
- AKNR スプリングフェア 完全撮り下ろし2タイトル収録 【日本国民全裸の日 (8) 女性限定バージョン】【完全主観 生パンチラで誘惑されて勃起しちゃった僕】（3月19日、AKNR）
- 美咲結衣、暴走オーガズム（3月19日、SODクリエイト）
- ガールズトークから始まる本当に気持ちいい女の子同士のレズ願望。（4月13日、U&K）
- ケツマンコ同性愛スーパー極太エクスタシー（5月19日、アンナと花子）
- エグエグ・モンスター フィスト・Wフィスト・アナル・浣腸・イラマチオ・ザーメン 美咲結衣（10月19日、ドグマ）

- アーマード・エンジェル 狂い哭く武装女兵士 女体秘奥炎上パニック 淫フェルノ-X EPISODE-03 変身! 潜入! カメレオンYUIエンジェル奪還作戦の巻（1月7日、ベイビーエンターテイメント）
- 極太2穴アクメ（1月13日、マルクス兄弟）
- 僕が彼女をしばるとき 昼間にオフィスへ電話をかけて…（1月15日、ドリームチケット）
- 双頭バイブレズビアン（1月27日、レディース・ルーム）
- 酷隷の女戦士 第三章 TORTURE（2月1日、シネマジック）
- 女子校生穴パンディルドオナニー VOL.4（2月3日、OFFICE K’S）
- 超キュートなKISS魔の濃厚接吻手コキ 3（2月15日、ジャネス）
- 縄・インモラル フィスト・スワン 美咲結衣（2月19日、ドグマ）
- 喉奥で尺られ丸呑みされちゃった僕の… 3（2月25日、アロマ企画）
- 肛門おっぴろげ〜、アナルオナニーが最高!（3月1日、ワンズファクトリー）
- ちんぐり騎乗位 3（3月16日、OFFICE K’S）
- 父親の歪んだ愛情表現で入院までさせた娘を入院先でも近親相姦（4月5日、 ATOM）
- ディルドオナニー60人 4時間（4月13日、マルクス兄弟）
- うちのカミさんのアナルがぽっかり開く件（4月15日、ワンズファクトリー）
- 催眠接客研修　コーヒーショップ店員編（4月24日、トラウマアート）
- 拷問アクメ×浣腸×バット挿入（5月1日、中嶋興業）
- アナルジャンキーレズ 美咲結衣 まりか（5月13日、U&K）
- 女子校生のオマ○コ汁 VOL.7（5月18日、OFFICE K’S）
- 極太アナルディルドオナニー Vol.4（5月18日、OFFICE K’S）
- I QUIT BELLY PUNCH　痴情最強の腹パンチ大作戦（5月23日、トラウマアート）
- 女子小○生のヤングアナル 4時間（5月25日、JUMP）
- トリプルレズビアン 3 〜二穴交尾愛〜（6月1日、クリスタル映像）
- 鬼フェラ地獄 XII 浅乃ハルミ 美咲結衣（6月8日、REAL）
- 口喧嘩から始まる本当は気持ちイイくせに我慢し合うレズバトル 3（6月13日、U&K）
- 聖水レズビアン Vol.2（6月15日、虎堂）
- Mドラッグ 女体肉便器・連続強制フェラ・生中出し（6月19日、ドグマ）
- レズで濡れた女子校生たち（6月22日、レディース・ルーム）
- 第二回　実践女子柔道　絞め技失神マニュアル（8月6日、トラウマアート）
- 極上巨乳ソープ 2（8月10日、クリスタル映像）
- コンビニで代わる代わる犯され続ける万引き若妻（9月13日、マルクス兄弟）
- 義母・フィスト奴隷（9月19日、ドグマ）
- 姑の卑猥過ぎる巨乳を狙う娘婿（10月4日、グローリークエスト）
- 有名女優が通う高級レズソープ 5（10月5日、クリスタル映像）
- 二穴ファック20人4時間（10月13日、マルクス兄弟）
- カメラ目線で囁く淫語フェラチオ（10月13日、マルクス兄弟）
- 特撮ヒロイン催眠オーディション（11月8日、ROCKET）
- エグエグ・モンスター　瀬戸友里亜 （11月19日、ドグマ）
- プライベートでアナルSEXにハマッている女たちのアナル大好き乱交（12月1日、ズッコン/バッコン）
- レズバトルベスト4時間 総勢12組24名による譲らない譲れない喧嘩レズ（12月1日、U&K）
- 拘束フィストレズビアン みづなれい 美咲結衣（12月19日、ドグマ）
- 巨乳AV女優の自宅にお泊りして精子が枯れるまで筆おろし（12月20日、ロータス）

- マンズリぬる濡れ濃縮官能絵巻 淫獣レズ狂乱 滝口シルヴィア監督レズ作品集2 （1月13日、U&K）
- サイコレズ・ホスピタル 洗脳☆アナルフィスト（1月19日、ドグマ）
- Mドラッグ・スペシャル 女体肉便器ベスト vol.5（1月19日、ドグマ）
- GAPE 類まれなるアナル名器を持つ淫乱女 美咲結衣（2月8日、映天/ヤブサメ）
- エグエグ・モンスター ベスト（2月19日、ドグマ）
- 超ハードアナルFUCK 8時間（3月1日、ワンズファクトリー）
- 潮吹きレズBEST4時間（3月1日、U&K）
- 巨乳×爆乳GP 8時間DX 4（3月8日、クリスタル映像）
- 狂おしいほどオナニーしたい（3月19日、Fetish Box）
- ホルスタイン揃いの繁殖マ○コちゃんを「ペットボトルぶっ込んで小便注入」したり「ケツ穴にオナホール埋め込んで本当のケツマ○コ化」させたり、子孫繁栄の為ならご自由に…（4月19日、CROSS）
- マルクス浣腸アンソロジー4時間（4月25日、マルクス兄弟）
- 息子の悪事は、母親の私がアナルで償います（5月9日、タカラ映像）
- 恥辱集団レイプNON-STOP4時間（5月25日、マルクス兄弟）
- ノーモザイクアナル自慰（6月14日、映天）
- これが噂のPlumだ！006 これが噂の素人すっぴん生中出し 5時間いたぶり愛し合う（6月30日、プラム）
- あ～いくぅ 女はその時エロスの極致！！ 14人の女たちの絶叫アクメ（8月13日、FAプロ）
- ヘンリー塚本監督作品　あ～いっちゃう～ 生きて味わう この世の天国 のたうついい女が20人（9月10日、FAプロ）
- 肛門拡張2穴クラッシュ絶叫アクメ　美咲結衣 （9月13日、マルクス兄弟）
- 味わい深い大人のポルノ 100分間のエロ（9月13日、FAプロ）
- プラチナTOHJIROレーベル・ベスト Vol.2 ゲロ・ウンコ・アナルフィストの世界 （9月19日、ドグマ）
- 女子校生マン汁オナニー 4時間（10月4日、OFFICE K’S）
- 美熟女センズリ鑑賞 デラックス総集編　4時間 Vol.3　～チ○ポを見たくて仕方がない美熟女たち～（10月5日、ジャネス）
- 少女・拷問ROOM　美咲結衣 （11月19日、ドグマ）
- 究極のグロ穴　美咲結衣（11月19日、CROSS）
- ブラックファイヤー部隊パイロット沖田小夜 ドミネーション、討伐、電マ、ハメ撮り（11月22日、ギガ）
- アナルで感じる女たち 4時間（11月25日、マルクス兄弟）
- マシーンディルドー自慰（12月13日、マルクス兄弟）
- 拷問アナル・フィスト 小司あん 美咲結衣 （12月19日、ドグマ）
- 浣腸プレイばっかり8時間集めちゃいました！ VOL.2　（12月19日、CROSS）
- 浣腸大噴射 イキまくりベスト（12月19日、ドグマ）
- クソ・リミットレス　黒田麻世 美咲結衣（12月19日、ドグマ）

- 射精寸前の最高に気持ちいいジュボジュボ汁だくフェラチオ 4時間（1月1日、MOODYZ）
- 俺のメス豚を紹介します（1月10日、REAL）
- レズビアンポルノ わき毛 タチ 男より女が好きな女（1月13日、FAプロ）
- 拘束フィストレズビアン 桜瀬奈 美咲結衣（1月19日、ドグマ）
- AV女優がヌードデッサンモデルに挑戦!! どんなエロいことされても絶対動いちゃダメ!!  （1月24日、おかず。）
- 肛門調教犬アナルブリーダー（2月14日、REAL）
- 潮吹き・ベスト VOL.7 （2月19日、ドグマ）
- 極太アナル調教　美咲結衣（2月25日、AVS collector’s）
- 女スパイ暴虐拷問室ザ・ゴールデンベスト（3月1日、シネマジック）
- おねだり淫語 チンポを愛するマゾOL 結衣（3月13日、AVS collector’s）
- オナクラ淫語パラダイス（4月11日、BAZOOKA）
- 肛門交尾6本番（4月19日、CROSS）
- 縄・美乳男装少女監禁　美咲結衣 （4月19日、ドグマ）
- アナル・アヌス・ケツマ○コ 尻穴の快感を忘れられなくなった女たち アナル大好きレズビアン4時間（4月19日、CROSS）
- 電マが女戦士の淫奥に侵入し踊り狂う! 女体炎上残酷狂い哭き 淫フェルノ-X ウルトラ・ベスト（5月7日、ベイビーエンターテイメント）
- ヘンリー塚本 愛し合う性の悦び　舐める悦び/舐められる悦び/挿れる悦び/挿れられる悦び（5月10日、FAプロ）
- 鬼畜恥辱姦　－巨乳美咲結衣を汚す－（5月16日、Brutal House）
- 最高にエロい絶頂アヘ面エクスタシーを収録できた本番10連発4時間（5月19日、CROSS）
- 金髪フィスト・フットレズビアン エイドリアナ・ニコール 美咲結衣（5月19日、ドグマ）
- ぷるんぷるんブレイズ　美咲結衣（6月6日、映天/FS.KnightsVisua）
- 心に残り、心に沁みるヘンリー塚本官能ポルノ 現実社会では許されぬ性愛行為集（6月25日、FAプロ）
- 働く挿入お姉さん（7月11日、 BAZOOKA）
- 縄・女囚拷問　美咲結衣（7月19日、ドグマ）
- 拷問トリプルX（8月1日、ドグマ）
- 鬼畜パルス高圧電流責めベスト 電撃拷問感電M女（9月1日、シネマジック）
- 美咲結衣スーパーベスト4時間（9月13日、マルクス兄弟）※単体ベスト
- 味わい深い大人のポルノ 100分間のエロ（9月13日、FAプロ）
- 寂れた商店街活性化計画！企画AV女優に居酒屋で痴女アルバイトさせたら繁盛店になった!（9月20日、STAR PARADISE）
- 解禁フィスト・レズ（12月19日、ドグマ）

- 例えば、エッチな人妻があなたを誘惑してきたとする…。（1月20日、STAR PARADISE）
- 巨乳若妻アナル調教 淫技に悶えてマゾ開花（2月13日、ミステリア）
- 素晴らしい女性器を持った女の話し（3月13日、FAプロ）
- おねだり女教師イケナイ課外授業（3月13日、MARX）
- ローズバッド・フィスト 二穴完全拡張・無限オルガスム（3月19日、ドグマ）
- いけない放課後レズ遊び（4月13日、MARX）
- お金のため 生活のため 男に抱かれる女たち（4月25日、FAプロ）
- 結衣の街頭レズナンパ（7月10日、ナンパHEAVEN）
- 結衣の街頭レズナンパ  2（8月14日、ナンパHEAVEN）
- 結衣の街頭レズナンパ  3（9月11日、ナンパHEAVEN）
- ヘンリー塚本 愛し合う性の悦び 舐める悦び 舐められる悦び 挿れる悦び 挿れられる悦び（9月13日、FAプロ）
- ポニーガール調教 ユニコーン少女（10月20日、SMグッズのエピキュリアン/ヴァンアソシエイツ）
- 96h（11月19日、ドグマ）
- 鼻ハラスメント（11月20日、SMグッズのエピキュリアン/ヴァンアソシエイツ）

- プライド高いインテリOL屈辱のマ〇コ開帳謝罪（1月22日、UMANAMI）
- レズフィスト・ドラッグ 星川麻紀 美咲結衣（2月19日、ドグマ）
- 会社でやっと出来た後輩は願ってもない美人女子社員! しかし、ことごとくミスを連発し完全に足手まとい…。 それでも、何かできる事は?と仕事を求めてくる後輩は自ら「こんな事しかできないんですけど…」と体で僕に迫って来た!? ダメだと分かりつつも、女の武器にソソられ後輩の思う壺に…（4月7日、SOSORU×GARCON）
- 強制唾液天国（4月20日、レイディックス）
- 同性愛 傷つけ愛、求め愛、貪り愛（5月1日、FAプロ）
- ヘンリー塚本 迫力のリアル映像 18人のいい女たちの接吻＆48手（9月13日、FAプロ）
- 正義の下級戦士ヤラレ地獄（10月28日、GIGA）
- 女幹部ヒーロー集団凌辱 ～弄ばれたチャージドラゴン～（11月11日、GIGA）
- 星海戦隊カイザーファイブ 美しき生贄（12月9日、GIGA）
- 悪の女幹部絶体絶命 ～哀しき女幹部の最期～（12月23日、GIGA）
- こんなにセックスで乱れている妻を見たことが無い…僕の目の前で他の男に抱かれイキまくっている愛しい妻（12月27日、グラフィティジャパン）

- 淫らな関係 義父と嫁（2月25日、ながえスタイル）
- セレブ公開調教（3月2日、グローリークエスト）
- 母親になっても女・・ 欲求不満育児妻（3月25日、ながえスタイル）
- 妻をメチャクチャにして下さい。 揉まれ舐められ・・汚されていく妻はとんでもなくエロかった（6月13日、ながえスタイル）
- 妻をメチャクチャにして下さい。2  夫は見てしまった! 妻が他人のサオでよがる姿を!!（8月13日、ながえスタイル）
- 百花繚乱 ～ハードマ○コ＆アナルフィストレズビアン～（8月25日、個性派Director’s）
- 黒き魔装の誘惑 10 ～漆黒の闇に堕ちた聖なる光～（8月25日、GIGA）
- 何があっても懸命に生きる 借金妻（10月13日、ながえスタイル）
- 合コン即ハメ! 泥酔キメキメ乱交スペシャル（10月20日、STAR PARADISE）
- エロすぎる借金妻 ～抱いてみたら物凄くスケベだった人妻たち～（11月13日、ながえスタイル）
- ヤリマン人妻友の会 ご無沙汰奥さんは欲求不満でビッチになる（12月20日、STAR PARADISE）

- 巨大ヒロイン (R) 悪の巨大ヒロイン サターンズビーナス ～ネクストレディーをくすぐり奴隷にせよ!!～（1月12日、GIGA）
- ヘンリー塚本原作 近親相姦（2月13日、FAプロ）
- BL学園 僕の可愛い彼氏とフィストファック（3月19日、ドグマ）
- ヒロイン洗脳 Vol.18 ～チャージマン殲滅作戦！書き換えられたマーメイドの記憶～（3月23日、GIGA）
- Boys Love ダブルち○ぽこエンドレス射精（4月13日、REAL）
- 嫌とは言えないドMアナルビッチ10人4時間（4月25日、AVS collector’s）
- 直腸エクスタシー! 変態アナルオナニー4時間（4月27日、おかず。）
- 緊縛レズフィスト 宮崎あや 美咲結衣（5月19日、ドグマ）
- HEROINE陵辱倶楽部03 ～悪に嬲られた魔法美少女戦士フォンテーヌ～（6月22日、GIGA）
- 解禁レズフィスト 麻里梨夏 美咲結衣（7月19日、ドグマ）
- ど変態アナル狂レズビアン!! ～熟レズ女社長×美尻レズタチ女秘書～ 天野小雪 美咲結衣（9月1日、U&K）
- 痰壺飼い 11（10月27日、RASH）
- 解禁レズフィスト 深田結梨 美咲結衣（11月19日、ドグマ）
- ぷるるんおっぱい・Tバックパンツ挑発コレクション 2（11月25日、アロマ企画）
- マッサージあるある【番外編】 女ざかりの熟練セラピストは好みの男性客だと必要以上の施術サービスをしてしまう件（12月13日、アロマ企画）

- ヘンリー塚本 いい女をものにする 力づくの情交(セックス)  挿入(はめ)て♀(メス)にさせます!（1月13日、FAプロ）
- レ●プ願望の不貞妻 旦那以外の男に犯されたい! 失神完堕ち中出しを哀願する変態女（1月19日、美人魔女/エマニエル）
- 土下座状態で身動きできない僕に足コキしてくる美脚お姉さま（2月25日、アロマ企画）
- ザ・借金妻 私・・○○しちゃったので・・身体でお支払いします。（2月25日、ながえスタイル）
- 不倫妻監禁レズレイプ ～弄ばれた熟女のアナル～ 美咲結衣 川崎紀里恵（3月13日、U&K）
- レズ回春エステサロン ～秘技! 女性ホルモン活性ペニバンコース!!～（4月1日、U&K）
- 光熱費の経費削減を実施しますので今日から支給された制服を着て仕事をしてください 僕の部下の女子社員に渡されたのはシースルーで卑猥なハイパークールビズ仕様! 生地が薄くて涼しいはずなのに何だか妙にムラムラしてきて仕事どころじゃありません!（5月1日、Fitch）
- 絶対に脱がない・ヤレない・真面目なマッサージ嬢に部屋の加湿器で媚薬入りの霧を浴びさせたら… めちゃくちゃエロい子になってしまったので勢いに任せて生本番しちゃいました!（5月1日、Fitch）
- 爆裂乙女ギシギシぷるん4 ～堕ちた変態ドS女教師～（5月24日、GIGA）
- エビ反りピストン騎乗位 2（6月25日、アロマ企画）
- アナル侵入犯 美人の精神科医への執着（8月19日、バミューダ）
- ガチアナル拡張 ローズバッド・レシピ（8月19日、ドグマ）
- あなたは私なしでは生きられないカラダなの ―美人セラピストの膣トレッスン―（9月27日、REAL）
- 不良生徒に無理やり性処理を強要された新任女教師のザーメンぶっかけ恍惚絶頂!（10月1日、滝山ポリエステル）
- 解禁 緊縛レズフィスト 七海ゆあ 美咲結衣（11月19日、ドグマ）

- シングルマザーの性事情（5月1日、熟女大学/熟女卍）
- 乳首いじりが日常生活に溶け込んだ世界で、いじられていることには気付かないまま乳首を固く勃起させ、乳首イキすらしてしまう日常的敏感乳首生活（5月1日、OFFICE K’S）
- 緊縛レズフィストW美巨乳 かなで自由 美咲結衣（6月19日、ドグマ）
- しっとり艷やかな髪コキで発射しまくり! 精子まみれに汚れた黒髪! ザーメンが絡みつくロングヘア!（9月1日、ブラックドッグ）
- 今日も義父に玩具にされて… 美咲結衣（10月2日、光夜蝶）
- 無職の娘が、ついに職についた! と思ったら風俗嬢になると嬉しそうに話してきた。「風俗は、厳しいぞ」と諭し、やめさせようとする私に「だったら、練習相手になって!」と私を骨抜きになるエロ技で玉枯れるほど抜かれまくった私。（10月2日、NON）

- 黒き魔装の誘惑 14 ～魔装に魅入られた美少女仮面～（5月14日、GIGA）
- 拷問フィスト 塩見彩 美咲結衣（9月21日、ドグマ）
- 肛門極限拡張 美咲結衣 観菜月らみぃ（11月12日、三和出版）
- ふたなりヒロイン 美少女戦士セーラーマーメイド 蹂躙された穢れなき肉棒（11月12日、GIGA）

- Threeビアン フィストゲーム 塩見彩 美咲結衣 最上さゆき（1月18日、ドグマ）
- 7年ぶりの再会アナルハメ撮り 美咲結衣（2月15日、山と空）
- センズリ用 シコシコしながらじっくり見れる生ま○こと生アナル（3月15日、アロマ企画）
- 突然、唇と乳首をベロンベロンに舐められチ○ポはフェザータッチで焦らされる 2（4月19日、アロマ企画）
- 真面目ヒロイン 裏切り快楽調教（4月22日、GIGA）
- おもらししてグチョグチョになったパンティを男の顔に押しつけ悦ぶ女性たち（5月3日、アロマ企画）
- 緊縛調教妻 興味本位から始まった刺激的過ぎる非日常。家政婦から性奴隷に堕ちマゾ開花する悦び 美咲結衣（5月10日、グローバルメディアアネックス）
- レズビアンに囚われた女潜入捜査官 吉岡ひより 波多野結衣 美咲結衣（5月10日、ビビアン）
- 解禁レズフィスト 星あめり 美咲結衣（5月17日、ドグマ）
- 人妻ヒロイン敗北→無様陥落! -ミス・インフィニティー- 過去から襲ってきた因縁(カルマ) 美咲結衣（5月27日、GIGA）
- 百戦錬磨の有名AV女優がメンズエステに転職したら色気とフェロモンが凄すぎて客を骨抜きにすることなど容易説 3（6月7日、アロマ企画）
- 黒人巨大マラ 犯された日本人熟女 冴えない毎日に刺激を与えてくれた秘密のクスリ…。 激しすぎる快楽に狂乱する陵辱4P輪姦 美咲結衣（6月28日、グローバルメディアエンタテインメント）
- 残業中の社内性交！クソえろいセフレが仕事中にフェラしてくれた。バックで挿入したら尻をグライドさせて子宮に当てながら中イキ絶頂！！！！(8月31日、グーニーズ)

### アダルトVR
- 超ハード尻穴丸見えアナルセックスVR 美咲結衣（2017年10月25日、TMA）
- 超ハードアナルディルドオナニーVR 美咲結衣（2017年10月25日、TMA）
- レズフィストVR 宮崎あや 美咲結衣（2018年12月20日、ドグマ）

### パシフィックガールズ
- 第853弾　スレンダー美人の　ぐっちょりグニュマン　見たい？
- 第894弾　スケスケランジェリーで　濡れちゃった！
- 第899弾　パックリ女貝開き　欲しい？　食べて♪
- 第982弾　痴美女の魅惑の花園へようこそ！

## 出版物

### デジタル写真集
- レズな美乳Fカップちゃん 美咲結衣（2013年11月29日、イースト・プレス）
- LuxuStyle No.059 美咲結衣25歳（2021年3月19日、プレステージ出版）

## 出演

### 映画
- 勃ちっぱなしエブリデイ（2017年12月27日、オーピー映画） - 大工原ソラ 役[9]
- 快感ヒロイン ぷるるん捜査線（2019年1月25日、オーピー映画） - 榛名智美／劇中のサクラビーナス 役[10]
- 好き好きエロモード 我慢しないで！（2019年9月20日、オーピー映画）‐ 立川千里 役
- 悩殺業務命令 いやらしシェアハウス（2019年12月13日、オーピー映画） - 冴子 役